# New Live and Rare
New Live and Rare — міні-альбом англійської групи Echo & the Bunnymen, який був випущений у 1988 році.

## Композиції
1. People Are Strange – 3:39
2. The Killing Moon (All Night Version) – 9:11
3. All You Need Is Love – 6:44
4. Paint It, Black – 3:19
5. Run, Run, Run – 3:45
6. Friction – 4:41
7. Do It Clean – 9:39

## Учасники запису
- Іен Маккаллох — вокал, гітара
- Уїлл Сарджент — гітара
- Лес Паттінсон — бас гітара
- Піт де Фрейтас — ударні